# 特急二十世紀
『特急二十世紀』（とっきゅうにじっせいき、原題・英語: Twentieth Century）は、1934年に製作・公開されたアメリカ合衆国の映画である。チャールズ・ブルース・ミルホランドの戯曲に基づき、ハワード・ホークスが製作・監督、ジョン・バリモアとキャロル・ロンバードが主演した。
1978年にはベティ・コムデンとアドルフ・グリーンの脚色、サイ・コールマンの作曲によりミュージカル化された（日本語題・『20世紀号に乗って』）。2011年、アメリカ国立フィルム登録簿に登録されている。

## キャスト
- オスカー・ジャフィ：ジョン・バリモア
- リリー・ガーランド（ミルドレッド・プロトカ）：キャロル・ロンバード
- オリヴァー・ウェッブ：ウォルター・コノリー
- オーウェン・オマリー：ロスコー・カーンズ
- ジョージ・スミス：ラルフ・フォーブス

## スタッフ
- 製作総指揮：ハリー・コーン（クレジットなし）
- 脚本：ベン・ヘクト、チャールズ・マッカーサー
- 撮影：ジョゼフ・H・オーガスト
- 編集：ジーン・ハヴリック
- 衣裳：ロバート・カロック（クレジットなし）

## 映画賞ノミネーション
- ヴェネツィア国際映画祭ムッソリーニ賞（外国映画）候補